# Aloiloi nenue
Aloiloi nenue är en kräftdjursart som beskrevs av J. L. Barnard 1970. Aloiloi nenue ingår i släktet Aloiloi och familjen Aoridae. Inga underarter finns listade i Catalogue of Life.